# Mikołaj Borowik
Mikołaj Borowik (ur. 1922 w Grodysławicach, zm. 14 kwietnia 1944 w Pienianach) – święty Kościoła Prawosławnego z grupy Męczenników chełmskich i podlaskich.

## Życiorys
Mikołaj Borowik urodził się w 1922 we wsi Grodysławice (powiat tomaszowski). Był starszym synem Michała Borowika i  Hanny z domu Ponko. Ojciec Mikołaja był diakonem w miejscowej parafii Podwyższenia Krzyża Pańskiego. Mikołaj, tak jak reszta z sześciorga rodzeństwa od dzieciństwa wychowywany był bardzo religijnie. Pełnił m.in. funkcję psalmisty w miejscowej cerkwi.
Po wysiedleniu przez Niemców latem 1943 Grodysławic, rodzina Borowików mieszkała kolejno w Bukowinie, Biszczy i Tarnogrodzie. W 1944 Mikołaj z czwórką starszego rodzeństwa zamieszkał w Pienianach, podczas gdy rodzice z najmłodszym synem Aleksandrem osiedlili się w Wólce Pukarzowskiej. W Wielki Piątek, 14 kwietnia 1944, Mikołaj został zamordowany, wraz z grupą innych mieszkańców, podczas bandyckiego napadu na Pieniany. Jego obciętą głowę sprawcy obnosili po wsi na kiju. Dwa dni później, w Wielkanoc zamordowany został wraz z 16 innymi osobami ojciec Mikołaja, diakon Michał.

## Kanonizacja
W kwietniu 2008 Synod PAKP włączył Mikołaja Borowika  do Soboru Świętych Męczenników Chełmskich i Podlaskich.